# Blasto (videojuego)
Blasto es un videojuego de tercera persona, lanzado por Sony Interactive Entertainment para PlayStation en 1998. 
La voz del capitán Blasto es doblada por Phil Hartman.

## Historia
El capitán Blasto, un alien musculoso con forma humana, el cual siempre está dispuesto a conseguir chicas, es llamado a ayudar al planeta Urano, el cual sufre una invasión alienígena por parte de BOSC que tiene el objetivo de crear un agujero en la continuidad espacio-tiempo para así destruir la Tierra.

## Forma de juego
El juego es una combinación de los videojuegos Super Mario 64 y la saga Tomb Raider.
La música llega a destacar en muchos momentos y se adapta al nivel donde uno se encuentre.
Los movimientos del capitán Blasto son algo torpes, por lo que se requiere más precisión para abrirse paso por los niveles inmensos, en algunos casos como los episodios (niveles) 4, 5 y 6, están interconectados, por lo que incrementa la dificultad, teniendo que volver entre niveles. Los enemigos pueden teletransportarse, por lo que aparecen en cualquier lugar, a eso sumamos que Blasto tarda en posicionarse y apuntar, que los enemigos aparecen masivamente y muy seguido. La dificultad es alta.

## Trucos
Los trucos para facilitar el juego solo se pueden conseguir una vez acabado el juego.
Ver chicas: 
Completa el juego después de salvar a todas las chicas. Una nueva opción “View Babes” estará disponible al empezar el siguiente juego.
Códigos de Trucos:
Introduce los códigos siguientes en la primera pantalla de inicio:
• Apariencia alternativa: Arriba, Arriba, Abajo, X, Triángulo, Círculo
• Jugar como Evil Blasto: Arriba, Abajo, Arriba, Abajo, Izquierda, Derecha, Arriba, Abajo, Derecha, Izquierda
• Armas especiales: Arriba, Arriba, Abajo, Abajo, Derecha, Arriba, Derecha, Abajo, Izquierda, Izquierda
• Aire no necesario al bucear: Abajo, Abajo, Abajo, Izquierda, Derecha, Abajo, Derecha, Arriba, Derecha, Derecha
• Small Blasto: Derecha, Derecha, Izquierda, Abajo, Arriba
• Máxima salud con cada pastilla de salud: Arriba, Derecha, Derecha, Izquierda, Abajo
• Láser Azul: Derecha, Arriba, Abajo, Izquierda, Abajo, Izquierda, Derecha, Arriba, Abajo, Derecha
• Disparos sobrecargados: Izquierda, Izquierda, Derecha, Izquierda, Arriba, Izquierda, Abajo, Abajo, Izquierda, Izquierda
• Modo motion sickness (cámara lenta): Izquierda, Abajo, Izquierda, Derecha, Abajo, Derecha, Izquierda, Arriba, Arriba, Derecha

## Curiosidades
En la versión europea del título (Región PAL), se ha eliminado el episodio (nivel) 3 original, debido a la cantidad de idiomas de esa región y por el tamaño del disco, quedando así en 12 episodios de los 13 originalmente.

## Recepción
El juego no fue muy bien recibido, ya que fue catalogado por los compradores como un juego con una dificultad frustrante. Sin embargo, Blasto tiene una buena crítica, ya que fue sacado al mercado para competir contra Super Mario 64.

## Secuela
Sony Interactive Entertainment ha renovado los derechos de autor del juego, sin embargo no se ha especificado el porqué, ya que podría estar disponible para la PSP y/o PlayStation 3, como una adaptación. También podría estar en proceso la segunda parte, aunque hay algunos inconvenientes, ya que Phil Hartman ha fallecido y las ventas del primer juego no fueron espectaculares. Lo único que es seguro, es que tendrá una opción multijugador en línea.
- Datos: Q4925443